# Arctopsyche bicornis
Arctopsyche bicornis är en nattsländeart som beskrevs av Schmid 1968. Arctopsyche bicornis ingår i släktet Arctopsyche och familjen ryssjenattsländor. Inga underarter finns listade i Catalogue of Life.